# Sainte-Colome
Sainte-Colome ist eine französische Gemeinde mit 356 Einwohnern (Stand 1. Januar 2022) im Département Pyrénées-Atlantiques in der Region Nouvelle-Aquitaine (vor 2016: Aquitanien). Die Gemeinde gehört zum Arrondissement Oloron-Sainte-Marie und zum Kanton Oloron-Sainte-Marie-2 (bis 2015: Kanton Arudy).
Der Name in der gascognischen Sprache lautet Senta Coloma. Er ist abgeleitet von der heiligen Kolumba von Sens (französisch sainte Colombe). Die Bewohner werden Saint-Colomois und Saint-Colomoises genannt.

## Geographie
Sainte-Colome liegt ca. 20 km südöstlich von Oloron-Sainte-Marie im Ossautal in der historischen Provinz Béarn.
Umgeben wird der Ort von den Nachbargemeinden:
| Sévignacq-Meyracq |                                             | Lys |
|                   | Kompassrose, die auf Nachbargemeinden zeigt |     |
|                   | Louvie-Juzon                                |     |

Die höchste Erhebung im Gebiet der Gemeinde ist der Pouey Agut (618 m) an der Grenze zur Nachbargemeinde Sévignacq-Meyracq.
Sainte-Colome liegt im Einzugsgebiet des Flusses Adour. Der Landistou, ein Nebenfluss des Béez, entspringt auf dem Gebiet der Gemeinde. Außerdem bewässert der Ruisseau d’Ombratiou zusammen mit seinem Zufluss, dem Ruisseau de la Fontaine de Mesplé, die Gemeinde.

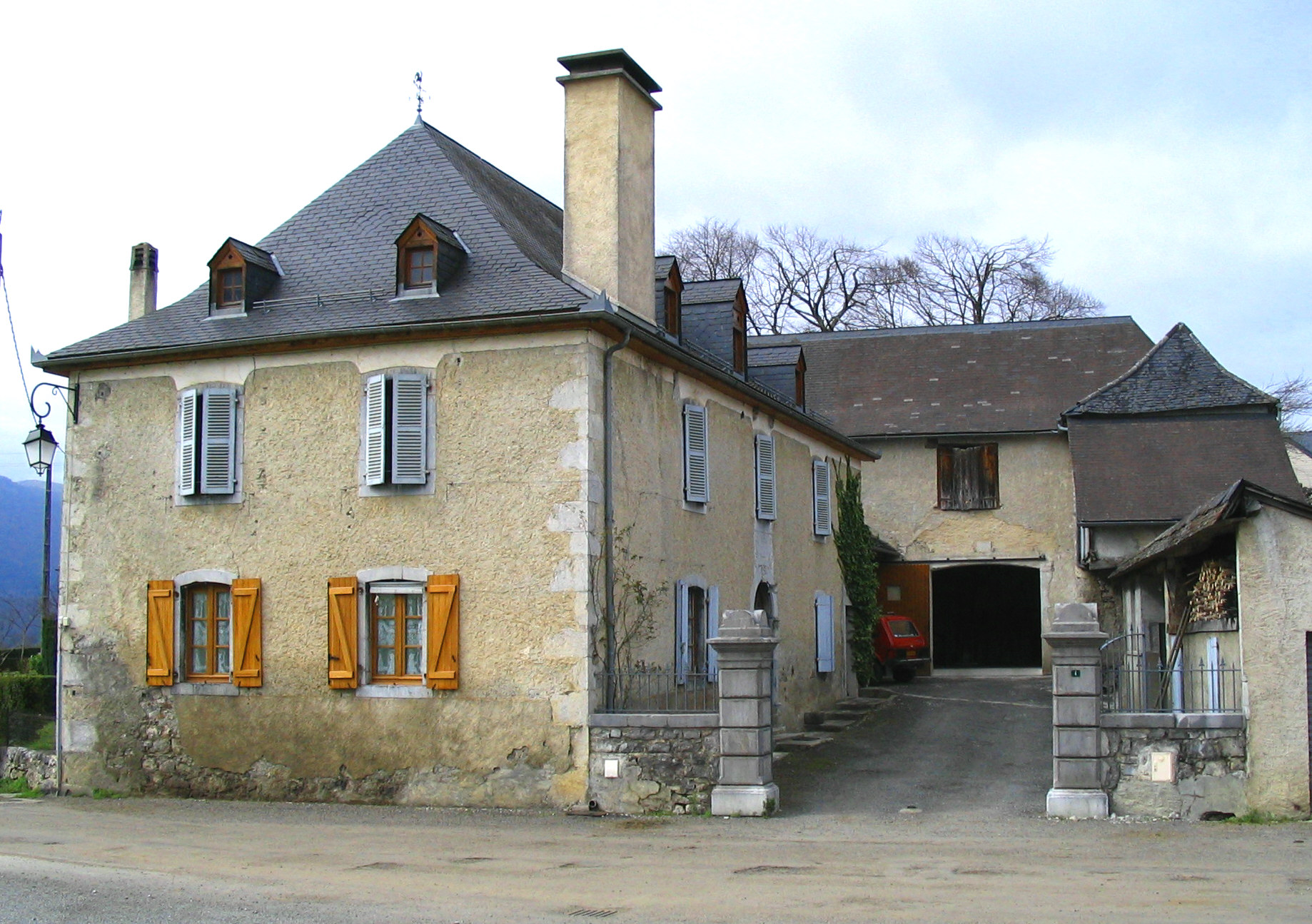
Haus in Sainte-Colome

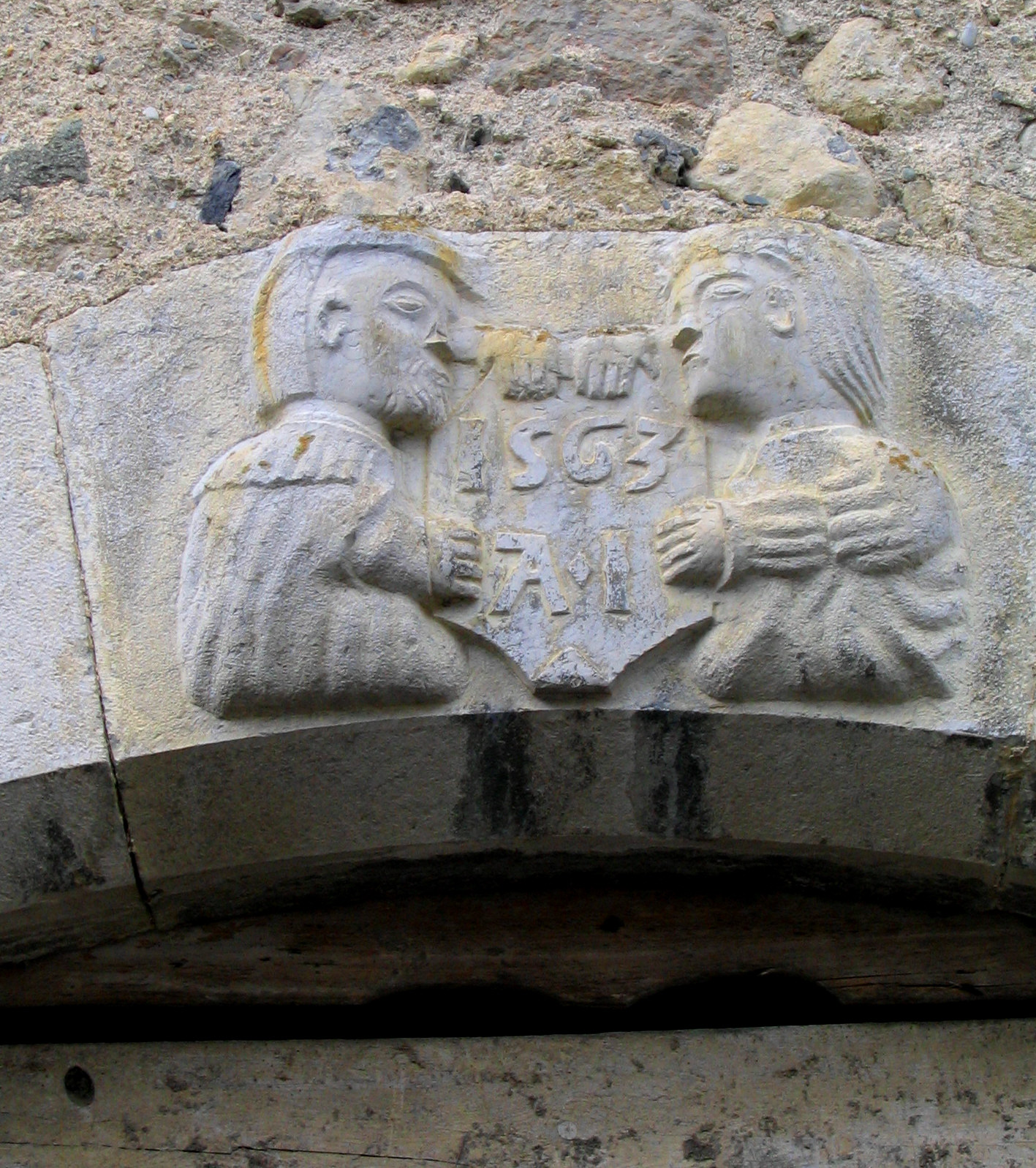
Verzierter Schlussstein

## Geschichte
Grotten auf dem Gebiet der Gemeinde zeigen eine Besiedelung bereits in der Urgeschichte. In der gallorömischen Zeit verlief eine Römerstraße durch das heutige Sainte-Colome. Im Mittelalter war es der Cami dou Senhou, der „Weg des Herrn“, der Pilger auf ihrem Weg nach Santiago de Compostela führte. 1385 war Sainte-Colome der bedeutendste Ort im Ossautal mit 91 Häusern, die im Zensus gezählt wurden. Das Dorf gehörte zur Bailliage des Archidiakonats von Ossau. Es gab ein Laienkloster, Vasall des Vicomtes von Béarn. Im 12. und im 13. Jahrhundert zeigte sich die starke Stellung der Grundherren in Strafexpeditionen, die sie gegen die Nachbarorte durchführten. Im 17. Jahrhundert wirkte sich eine Pestepidemie verheerend auf das Dorf aus, das in der Folge seine Bedeutung verlor.
1858 löste sich die Gemeinde Lys aus Sainte-Colome heraus.
Toponyme und Erwähnungen von Sainte-Colome waren:
- Sancta-Columba (gegen 1100, Urkunden aus Mifaget),
- Sente-Colome (1277, Kopialbuch von Ossau oder Livre rouge, Blatt 3),
- Sanctus-Silvester de Sainte-Colome (1655, Veröffentlichungen des Bistums Oloron),
- Sainte Colome (1750 und 1793, Karte von Cassini bzw. Notice Communale),
- Sainte-Colome (1801, Bulletin des lois) und
- Sainte-Colomme (1863, Dictionnaire topographique du département des Basses-Pyrénées).[5][7][6]

### Einwohnerentwicklung
Nach der Abspaltung von Lys in der Mitte des 19. Jahrhunderts zählte die Gemeinde rund 680 Einwohner. In den folgenden Jahrzehnten sank die Größe bei kurzzeitigen Phasen der Erholung bis zu den 1980er Jahren auf rund 260 Einwohner. Seitdem ist ein leichter Aufwärtstrend zu verzeichnen.
| Jahr      | 1962 | 1968 | 1975 | 1982 | 1990 | 1999 | 2006 | 2009 | 2022 |
| --------- | ---- | ---- | ---- | ---- | ---- | ---- | ---- | ---- | ---- |
| Einwohner | 322  | 280  | 284  | 256  | 283  | 268  | 326  | 355  | 356  |

## Sehenswürdigkeiten

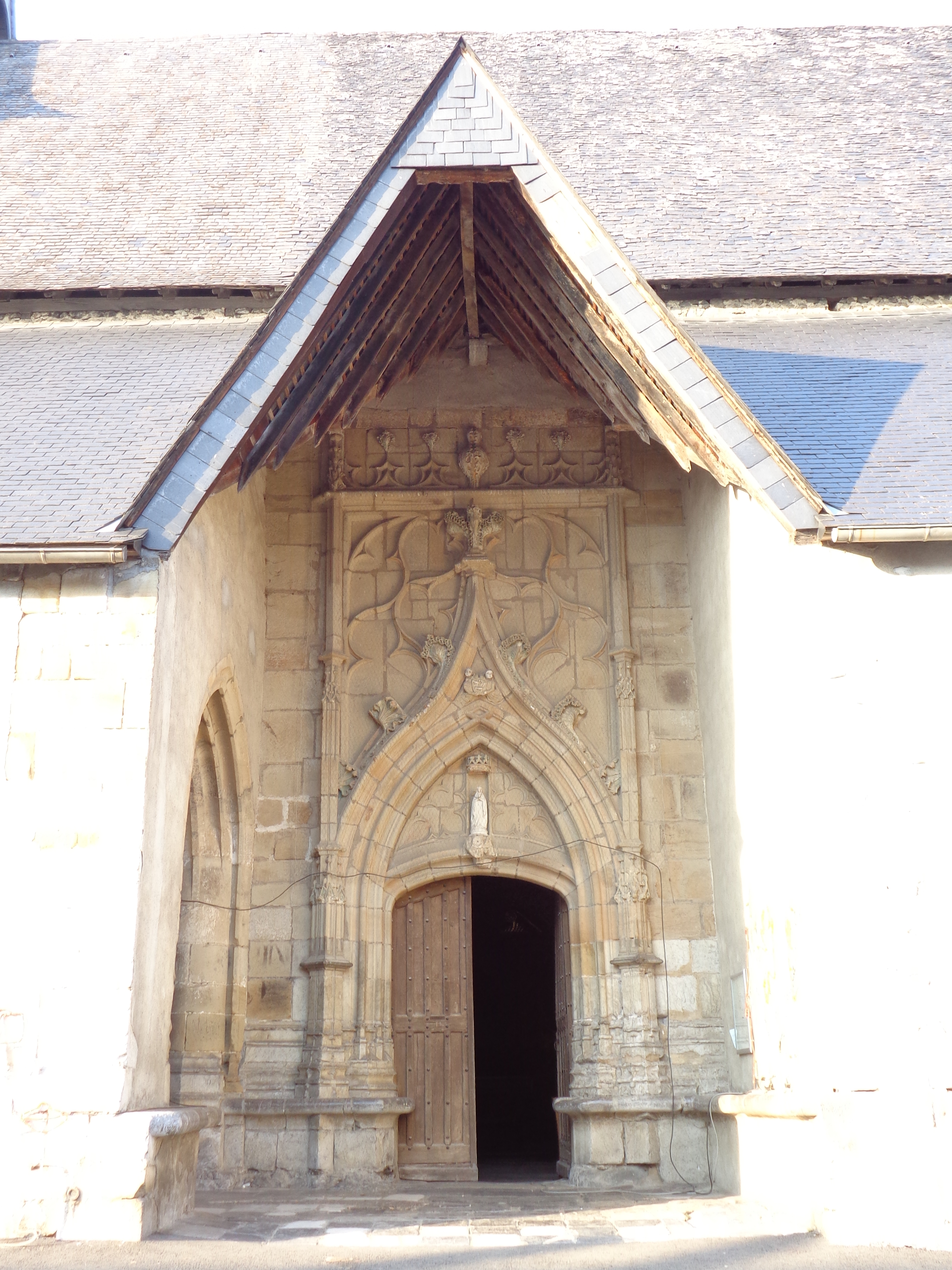
Eingangsportal der Pfarrkirche

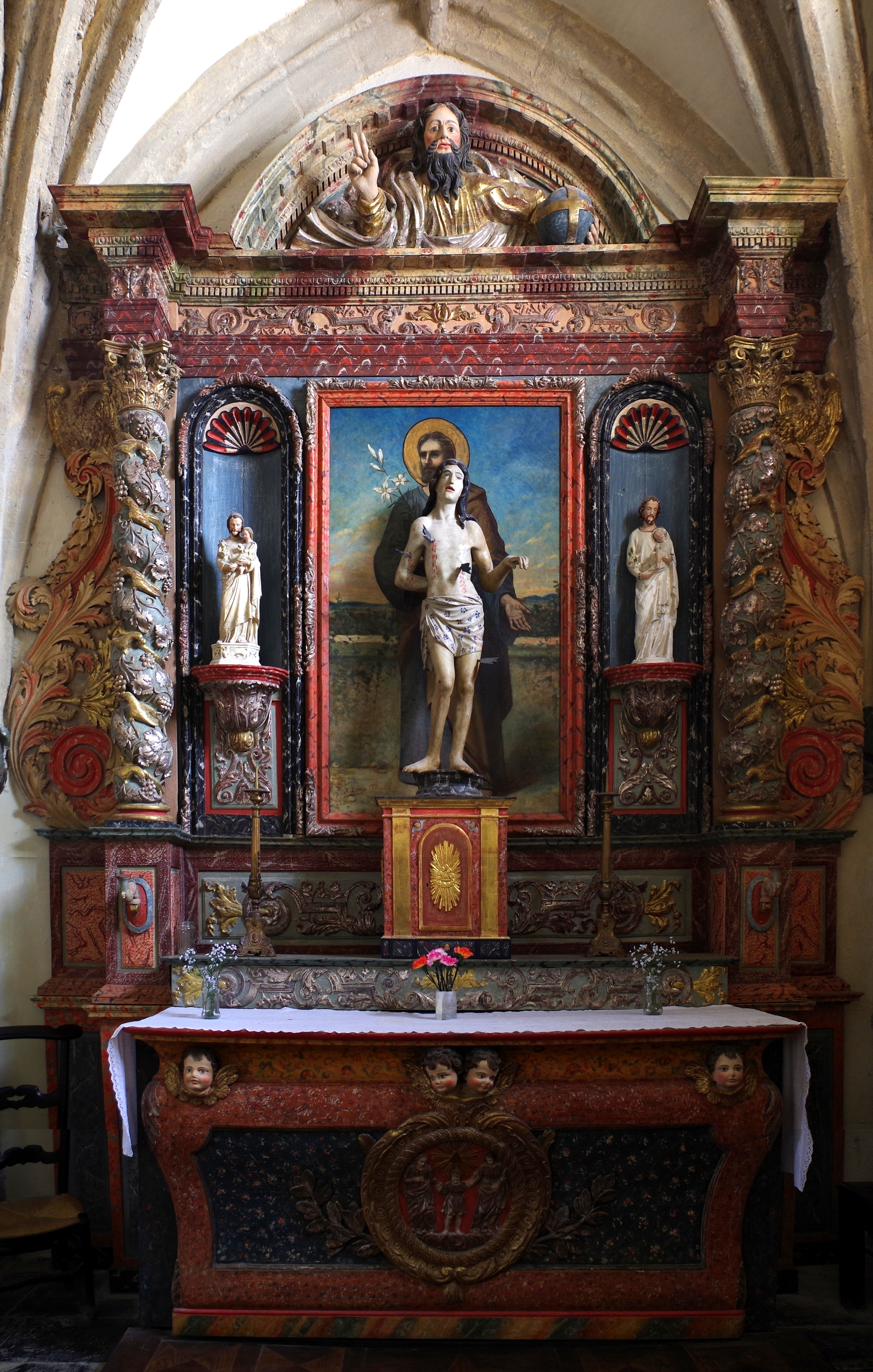
Altarretabel der Seitenkapelle

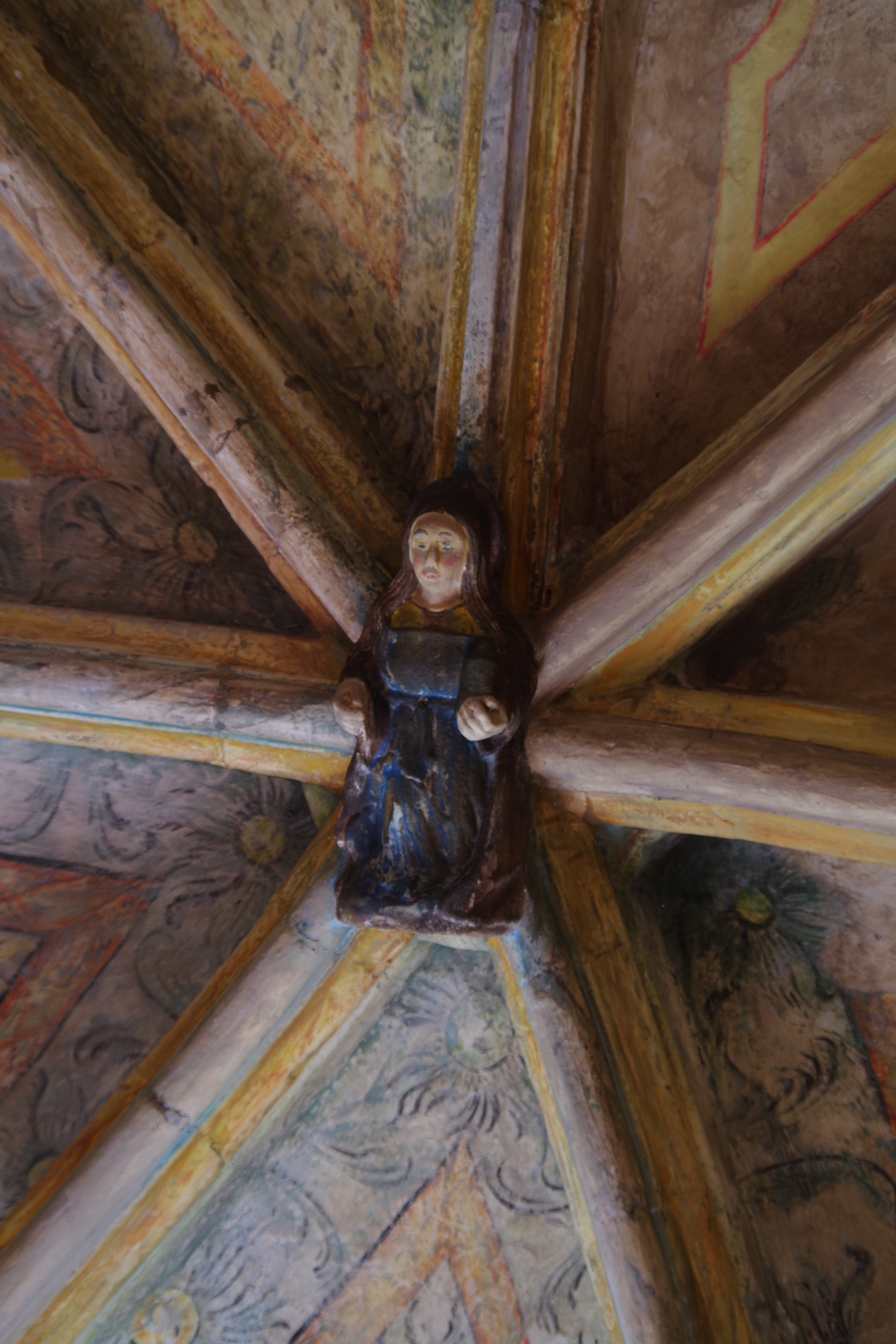
Verzierter Schlussstein

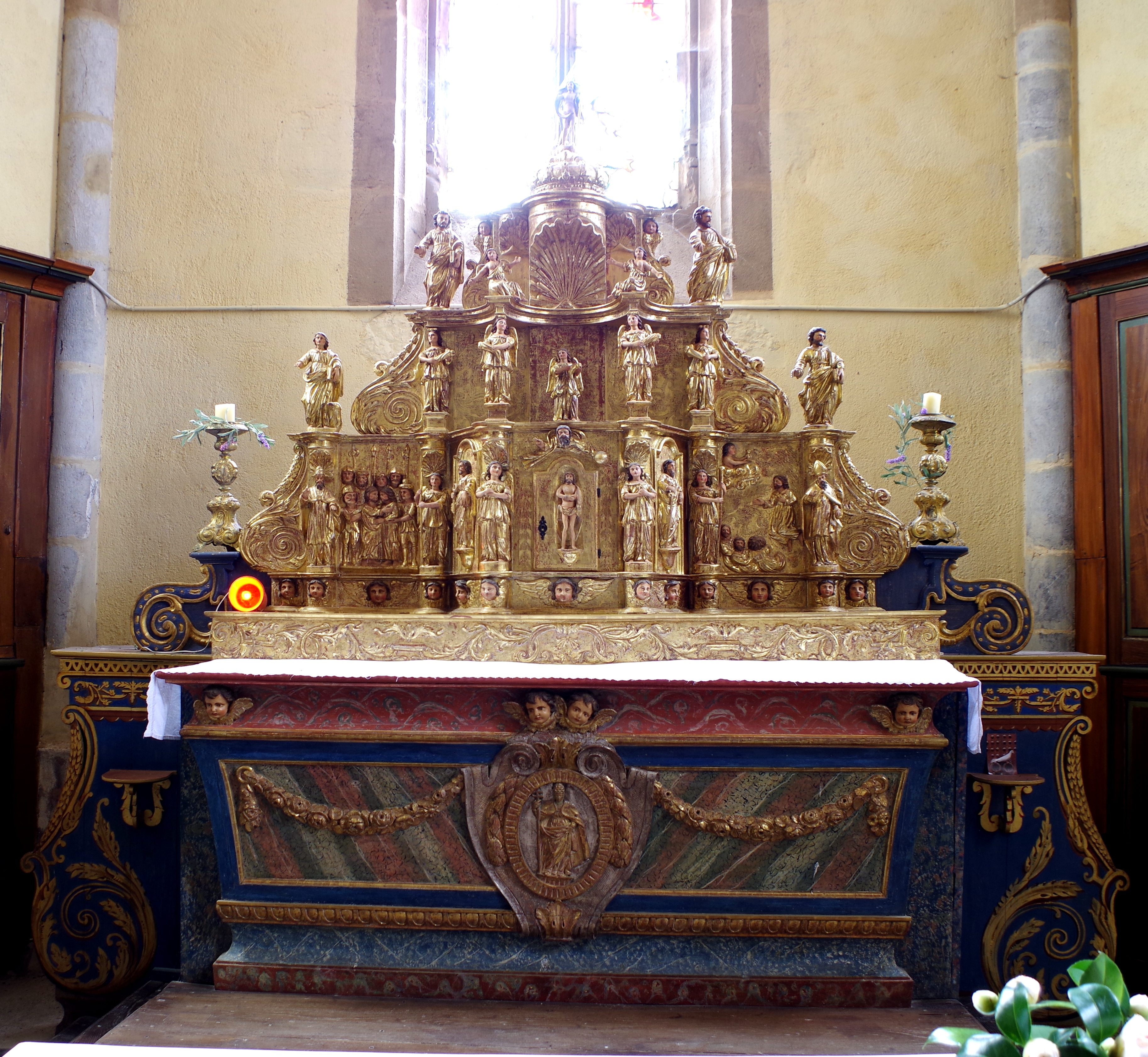
Hauptaltar

- Pfarrkirche, geweiht dem heiligen Silvester. Die Arbeiten an ihrem Bau wurde im 15. Jahrhundert vermutlich an der Stelle einer früheren Kirche aufgenommen und 1520 fertiggestellt. Sie ist mit einem massiven, viereckigen Glockenturm ausgestattet, der an einen Bergfried erinnert. Das einschiffige Langhaus wird mit einer fünfwandigen Apsis verlängert und ist von zwei Seitenkapellen eingerahmt. Unter dem Vorbau auf der Südseite breitet sich ein spätgotisches Eingangsportal aus. Es ist auf einen Mauerwerksverband mit unregelmäßigen, aber gut behauenen Sandsteinblöcken aufgetragen. Die Stäbe sind mit Wülsten und Hohlkehlen aus Segmenten gearbeitet, einige davon mit einem Hauch von Polychromie. Das Tympanon über dem unteren Segmentbogen ist mit Maßwerk gefüllt und besitzt eine Nische in der Mitte, in der eine Marienstatue angebracht ist. Oberhalb der Archivolten, die einen Spitzbogen bilden, ist das Portal mit einem Kielbogen versehen, dessen Wimperg mit Krabben in Form von Kohlblättern verziert ist. Unterhalb der Giebelspitze des Kielbogens halten zwei Engel ein Wappen mit drei Tauben. Das Portal wird eingerahmt von zwei Fialen und einem Gesims, die mit Festons verziert sind. Das Gewölbe im Kircheninnern besteht aus einfachen Spitzbögen, deren Schlusssteine mit Symbolen und Darstellungen religiöser Personen versehen sind, wie z. B. der heiligen Barbara, der heiligen Kolumba oder der Dreifaltigkeit. Seit dem 12. Juli 2001 ist die Kirche mit ihren Ausstattungsgegenständen als Monument historique klassifiziert.[10][11][12]

Glasfenster der Pfarrkirche von Sainte-Colome
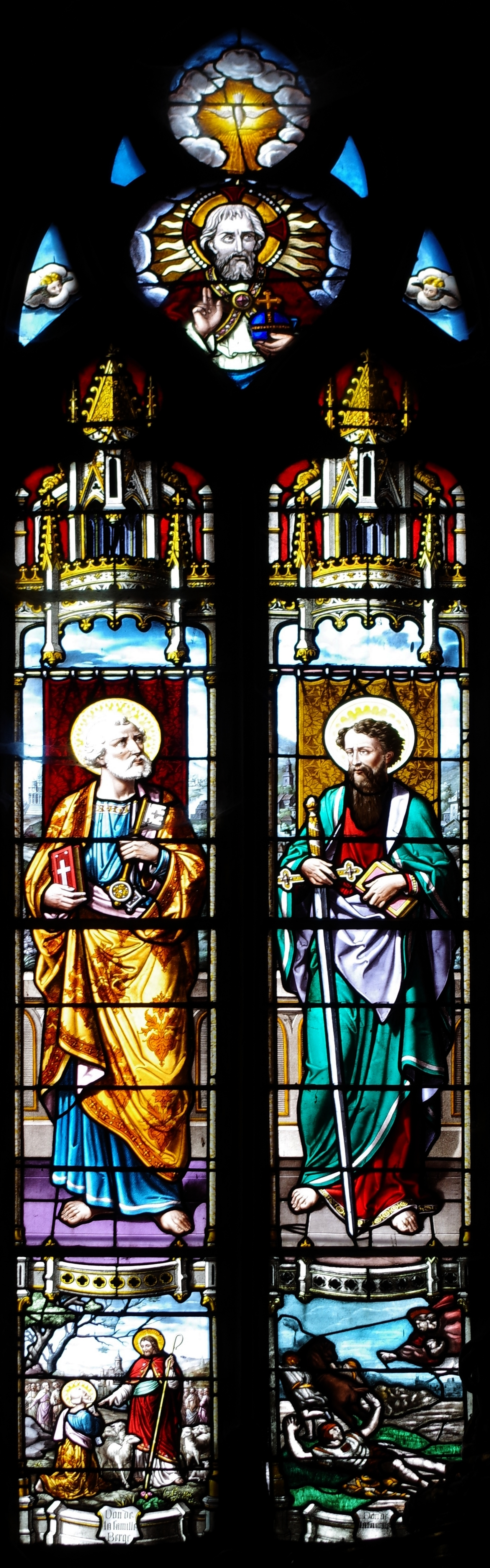
Peter und Paul
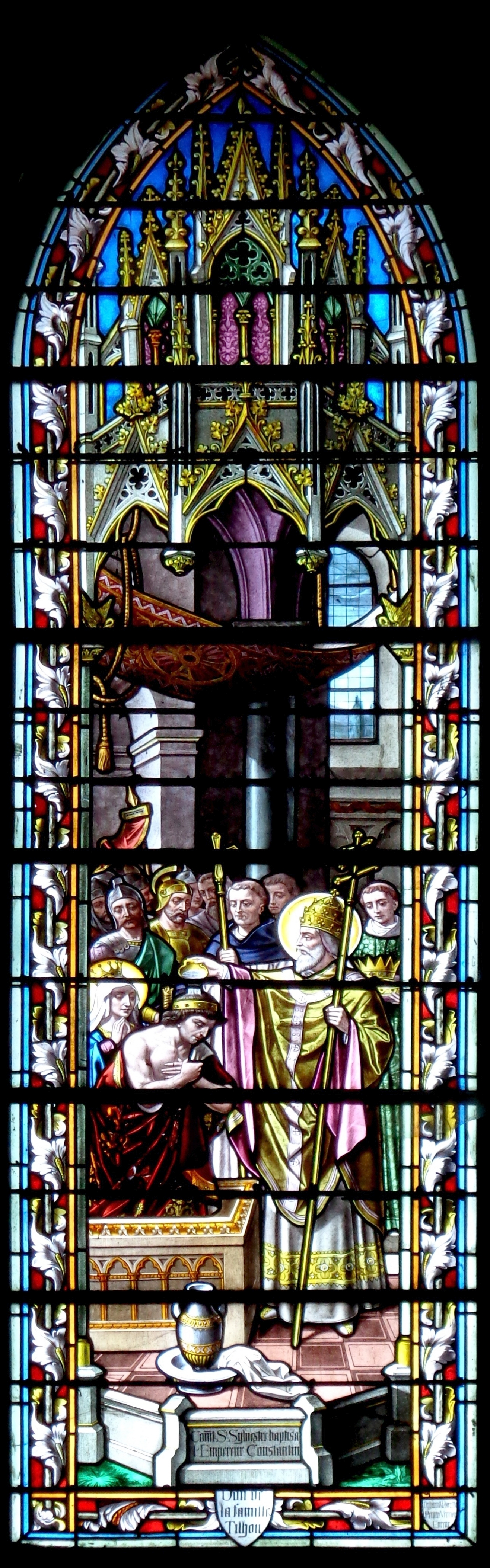
Taufe von Kaiser Konstantin dem Großen durch den heiligen Silvester
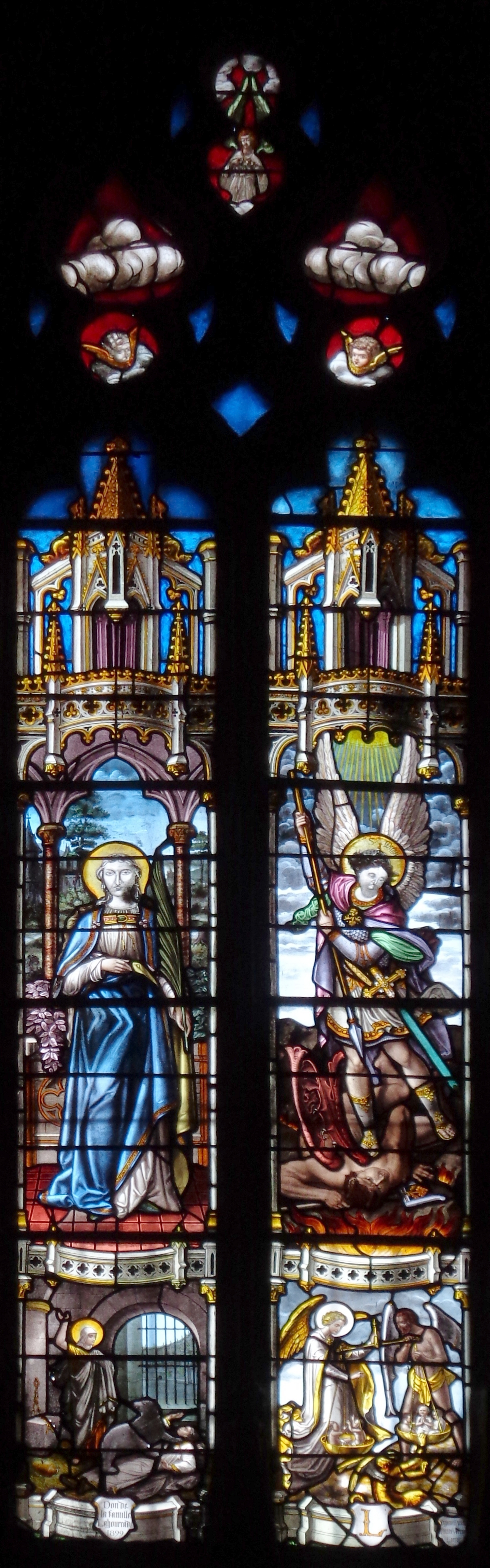
Heilige Kolumba von Sens und Erzengel Michael
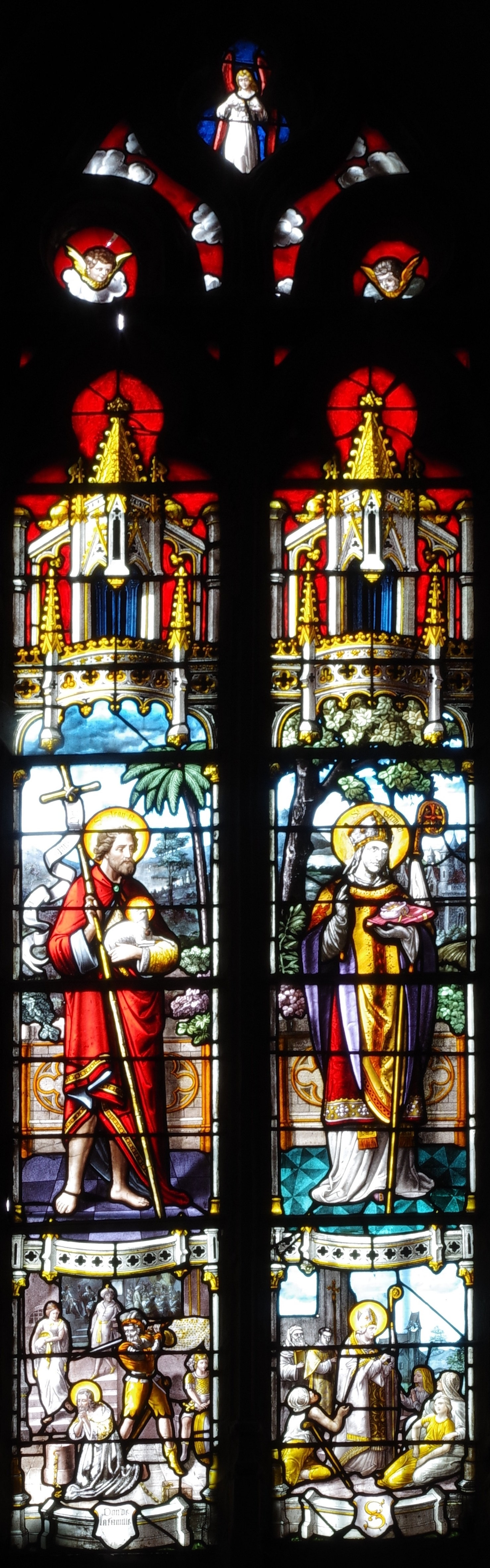
Johannes der Täufer und Germanus von Auxerre
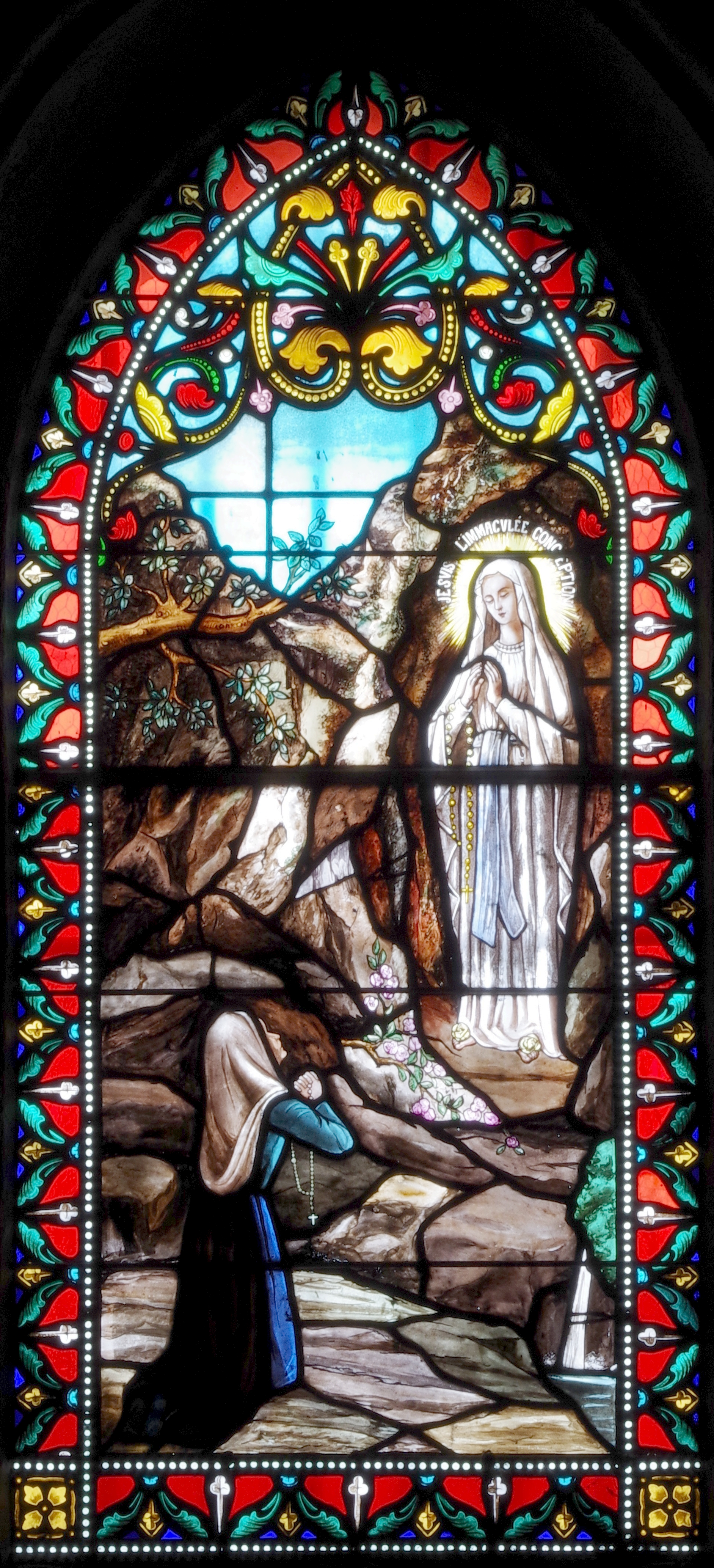
Erscheinung der unbefleckten Empfängnis vor Bernadette Soubirous

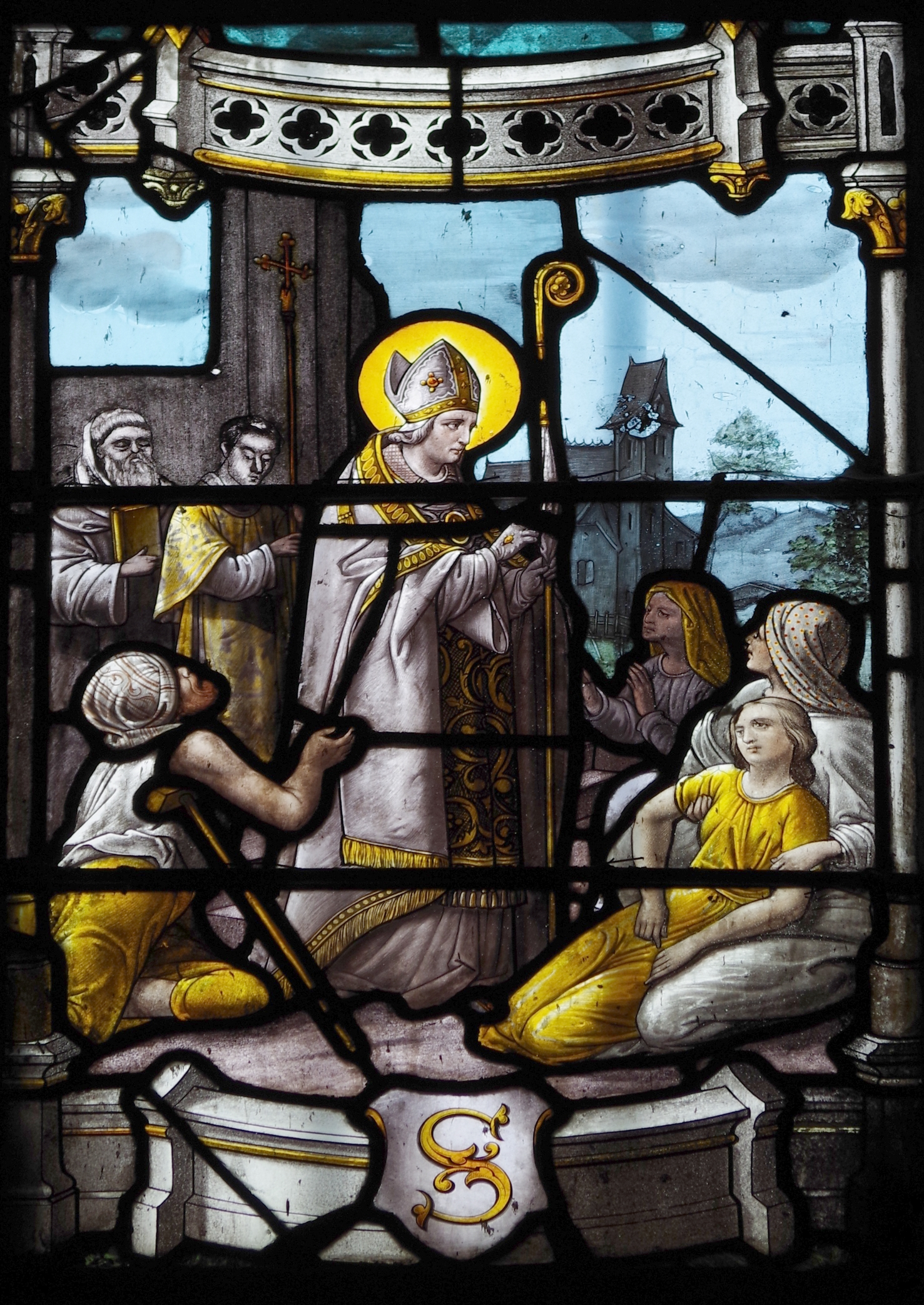
Germanus segnet die Armen
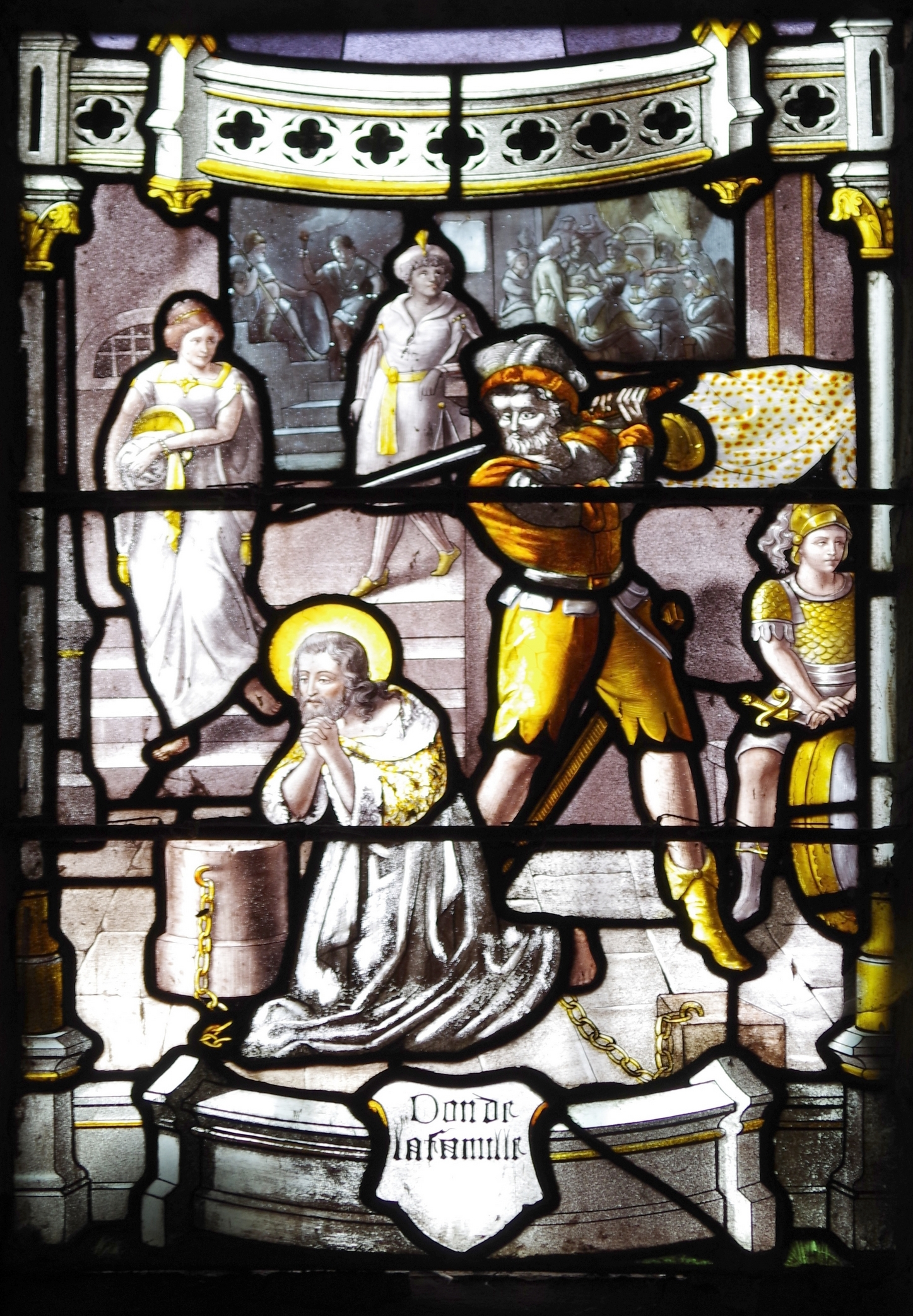
Enthauptung von Johannes dem Täufer
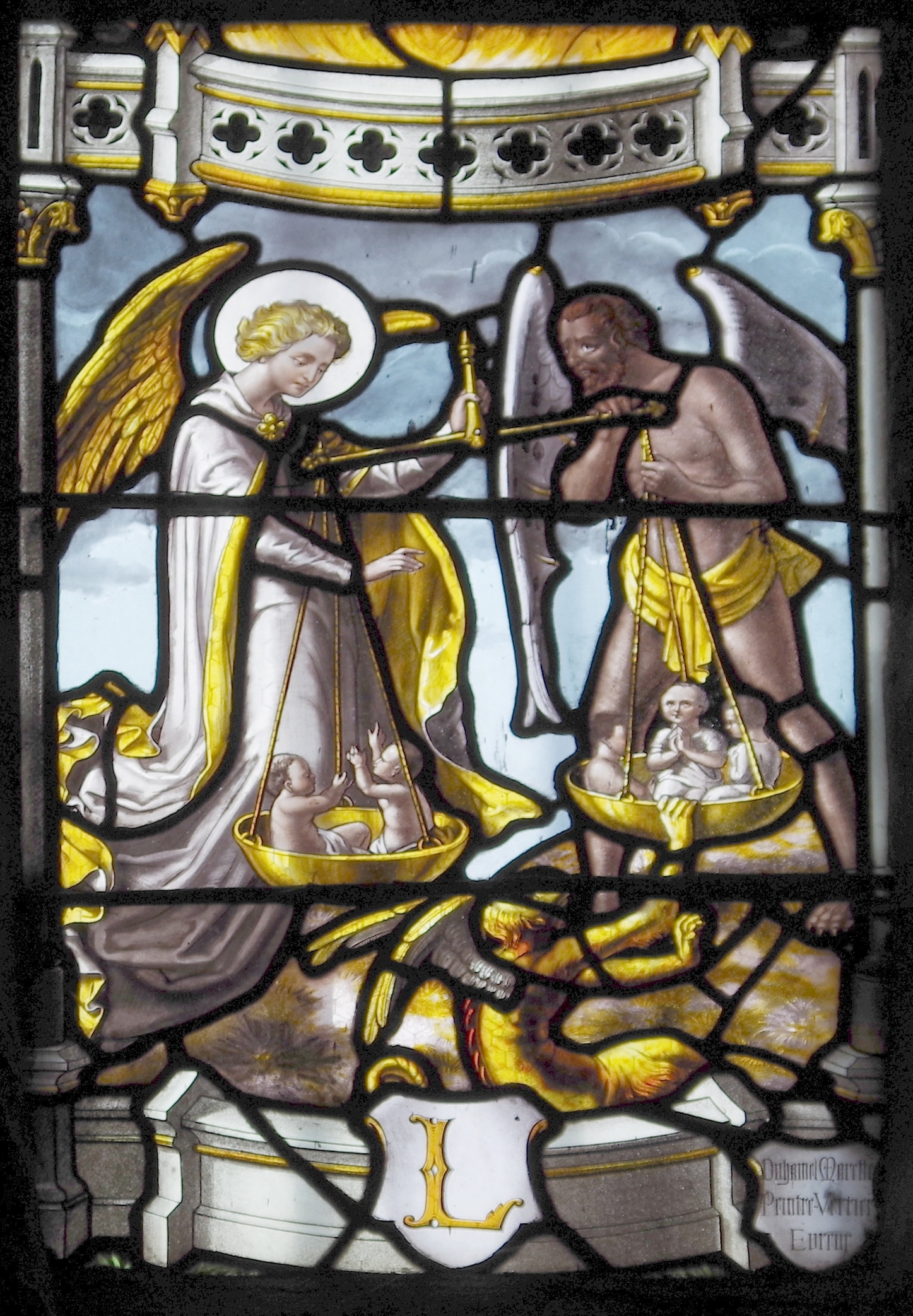
Seelenwaage durch den Erzengel Michael
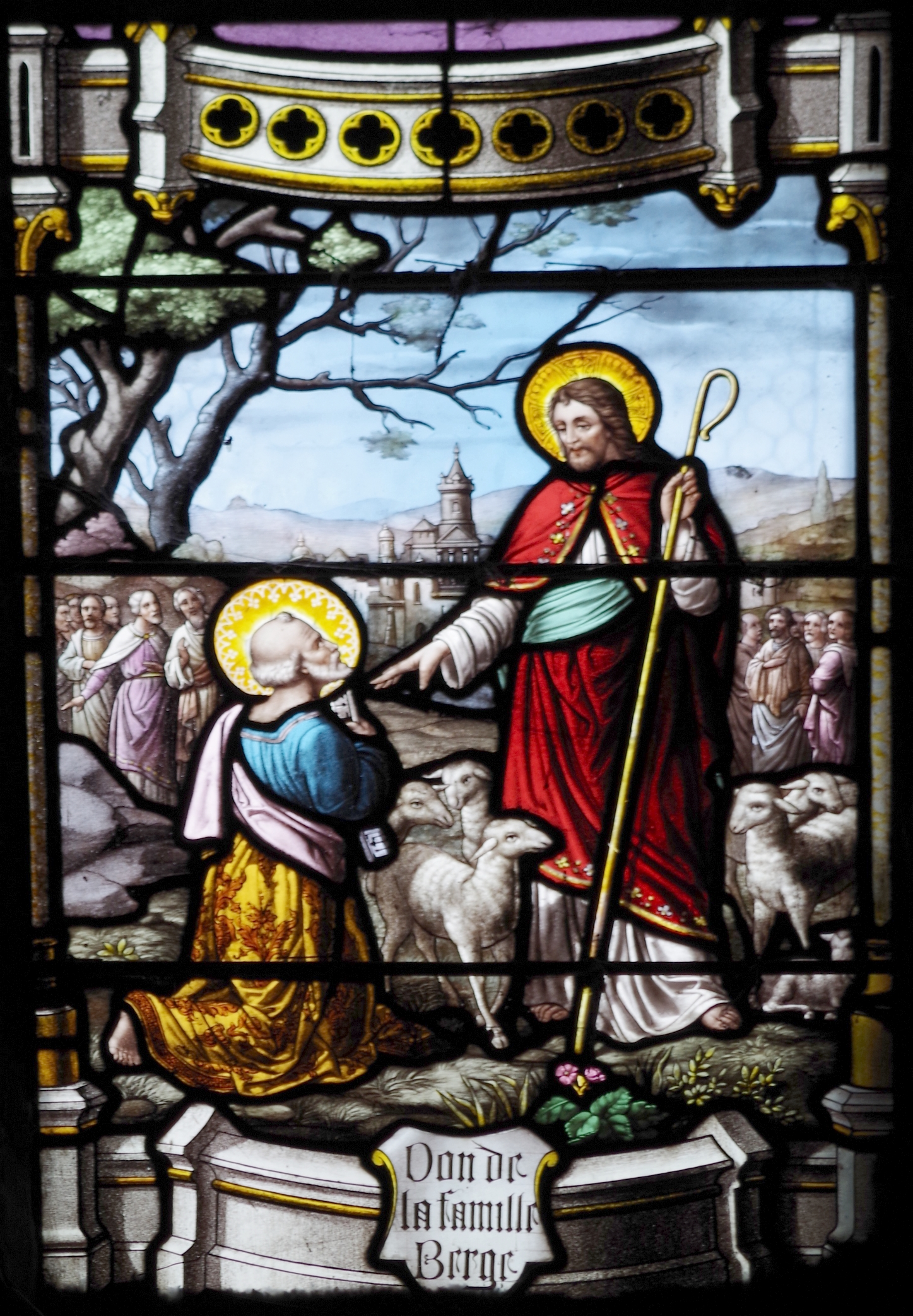
Jesus übergibt die Schlüssel an Petrus
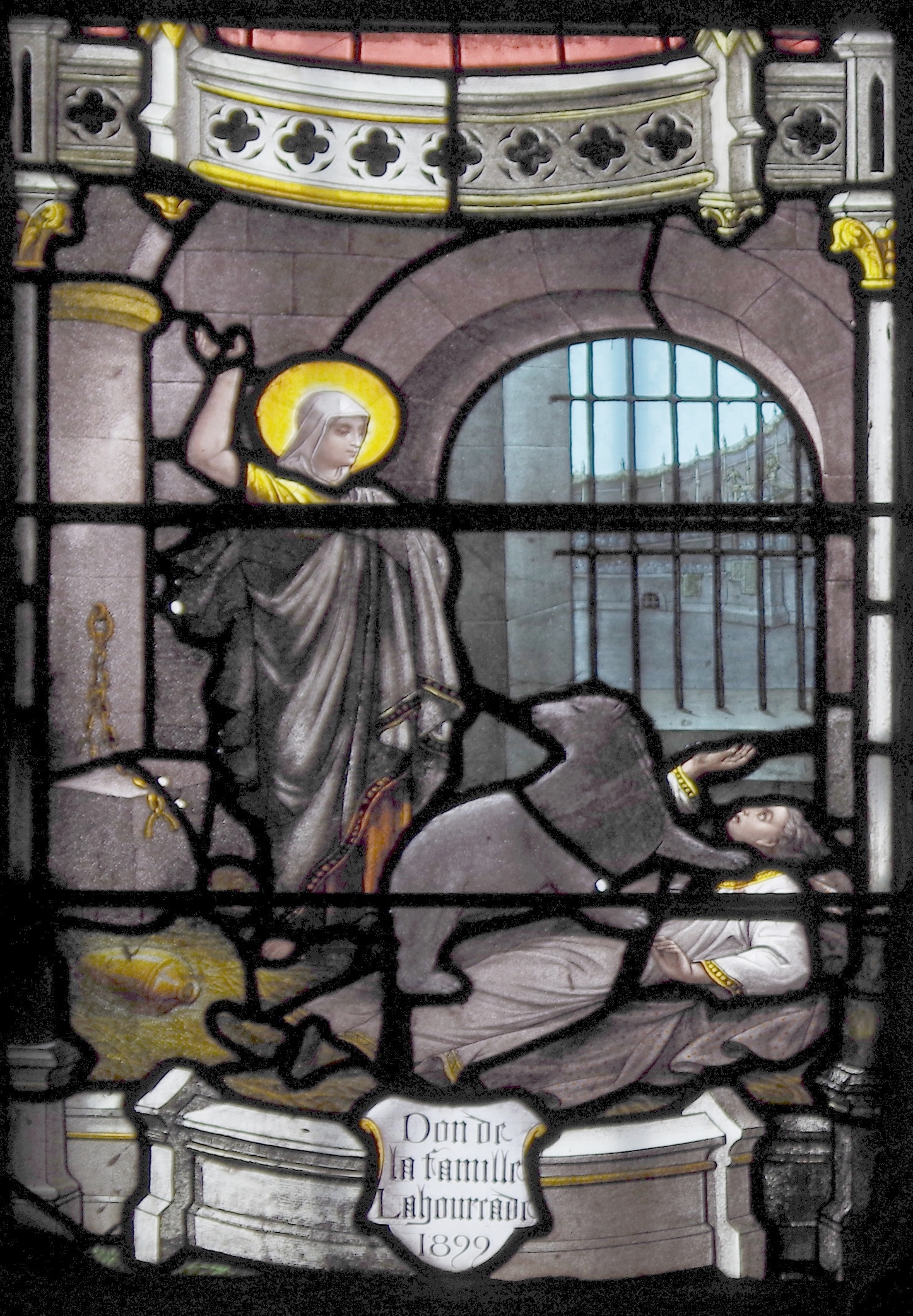
Ein Bär schützt die heilige Kolumba vor Vergewaltigung
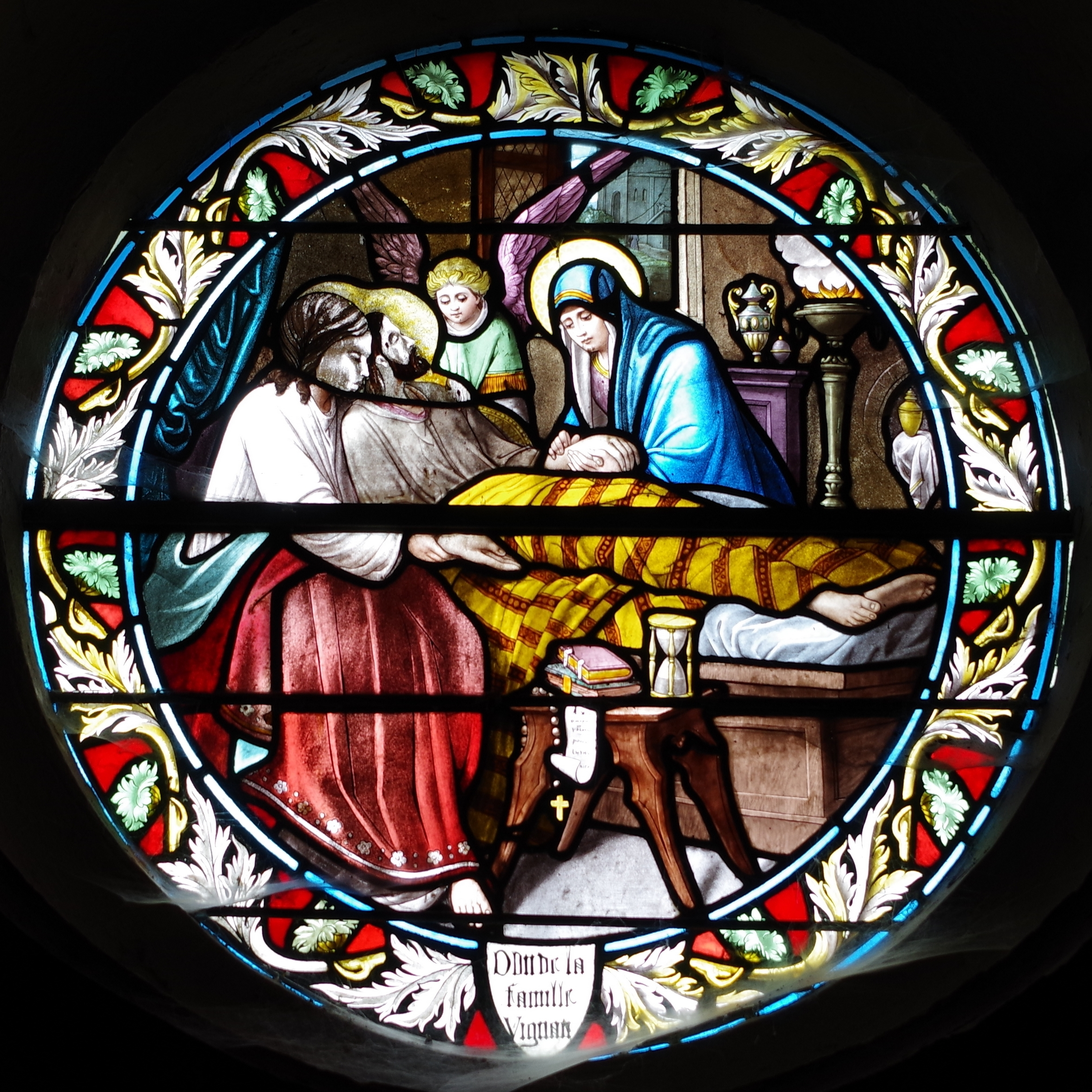
Tod des heiligen Josef

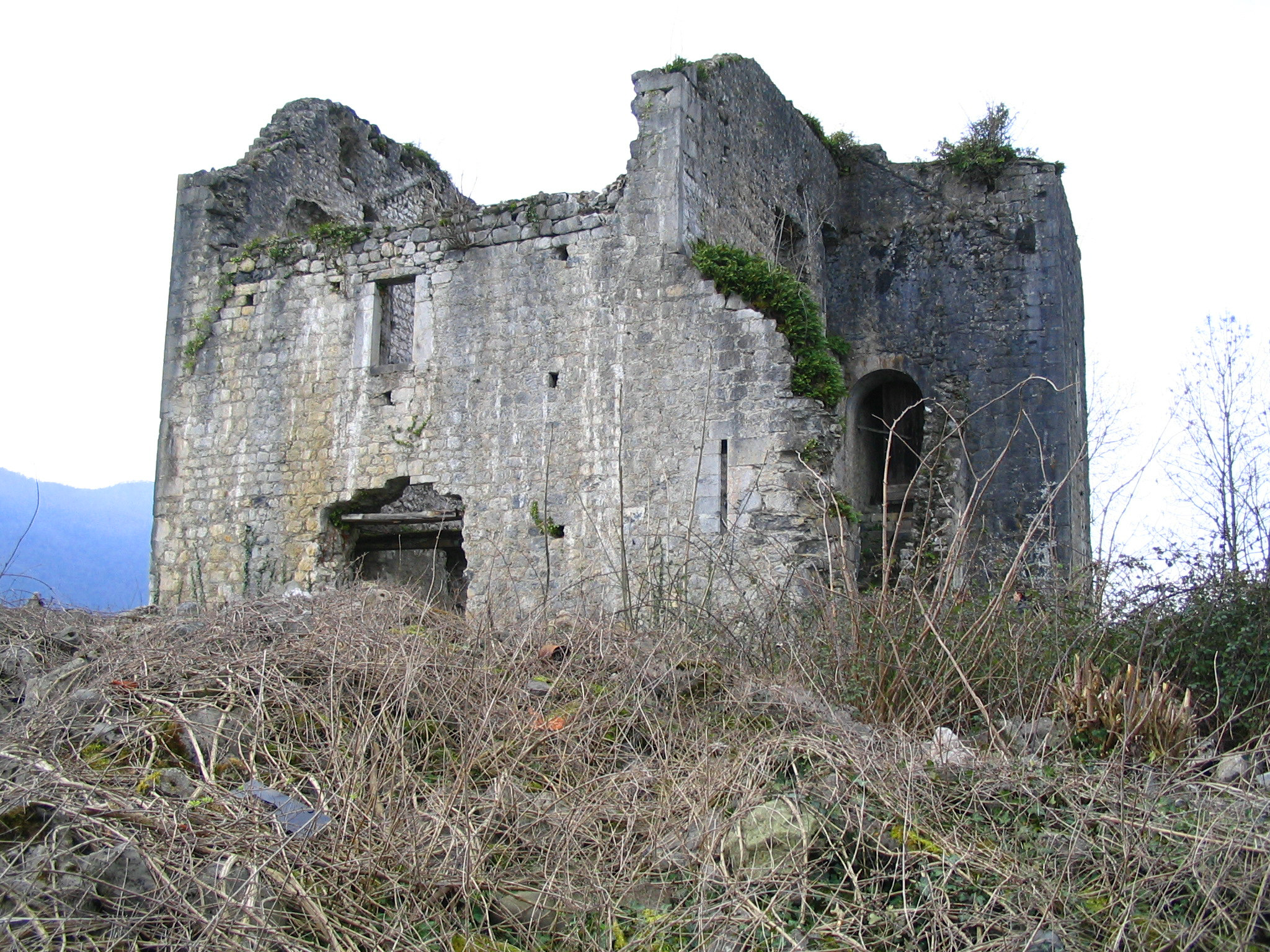
Ruine des Schlosses von Sainte-Colome

- Schloss von Sainte-Colome. Es ist als Festes Haus im 13. oder im frühen 14. Jahrhundert auf einem kleinen Felsvorsprung erbaut. Während der Hugenottenkriege wurde es von protestantischen Truppen unter Führung von Gabriel de Lorges, Graf von Montgomery, eingenommen und in Brand gesteckt. Von diesem Ereignis scheint sich das Gebäude nicht wieder erholt zu haben. Das Wohngebäude maß 9 m × 12 m und besaß zwei Stockwerke. Die Dachträger und das mit Schiefer gedeckte Dach ist heute eingestürzt. Weitere Beschädigungen jüngeren Datums zeigen sich an der West- und an der Ostfassade in Form von großen Ausbuchtungen. Andererseits wird das Wohngebäude im Norden von einem quadratischen Turm flankiert, der aus dem 13. Jahrhundert datiert. Der nordwestliche Turm mit einer Seitenlänge von drei Metern besitzt eine Höhe von nur noch rund zwölf Metern. An seinem ersten Stockwerk ist noch ein Zwillingsfenster erhalten geblieben. Die Verkleidung der Außenwände wurde mit einem mittleren, gleichmäßigen Mauerwerksverband ausgeführt, die Innenwände mit einem Bett aus gebrochenen Kieselsteinen, teilweise in Fischgrätmuster verlegt. Die Steine an den Mauerecken und den Einfassungen von Fenstern und Türen sind aus vierkantigem Kalkstein mit grauem Farbton. Von der Ringmauer und der Mauer entlang des Zugangs zum Schloss sind noch Überreste zu erkennen. Das Schloss, der Zwinger und die Ringmauer sind seit dem 29. April 1999 als Monument historique klassifiziert. Gleichwohl ist die Stätte nicht zu besichtigen.[13][14]

- Kalvarienberg von Boilä. Er besteht aus drei lateinischen Kreuzen aus Holz ohne jegliche Verzierung, die in den Boden gerammt sind und unmittelbar an die Kreuzigung Christi und die beiden Schächern erinnert. Die Lage auf einem Hügel verhilft den Kreuzen eine weite Sichtbarkeit.[15]

## Wirtschaft und Infrastruktur

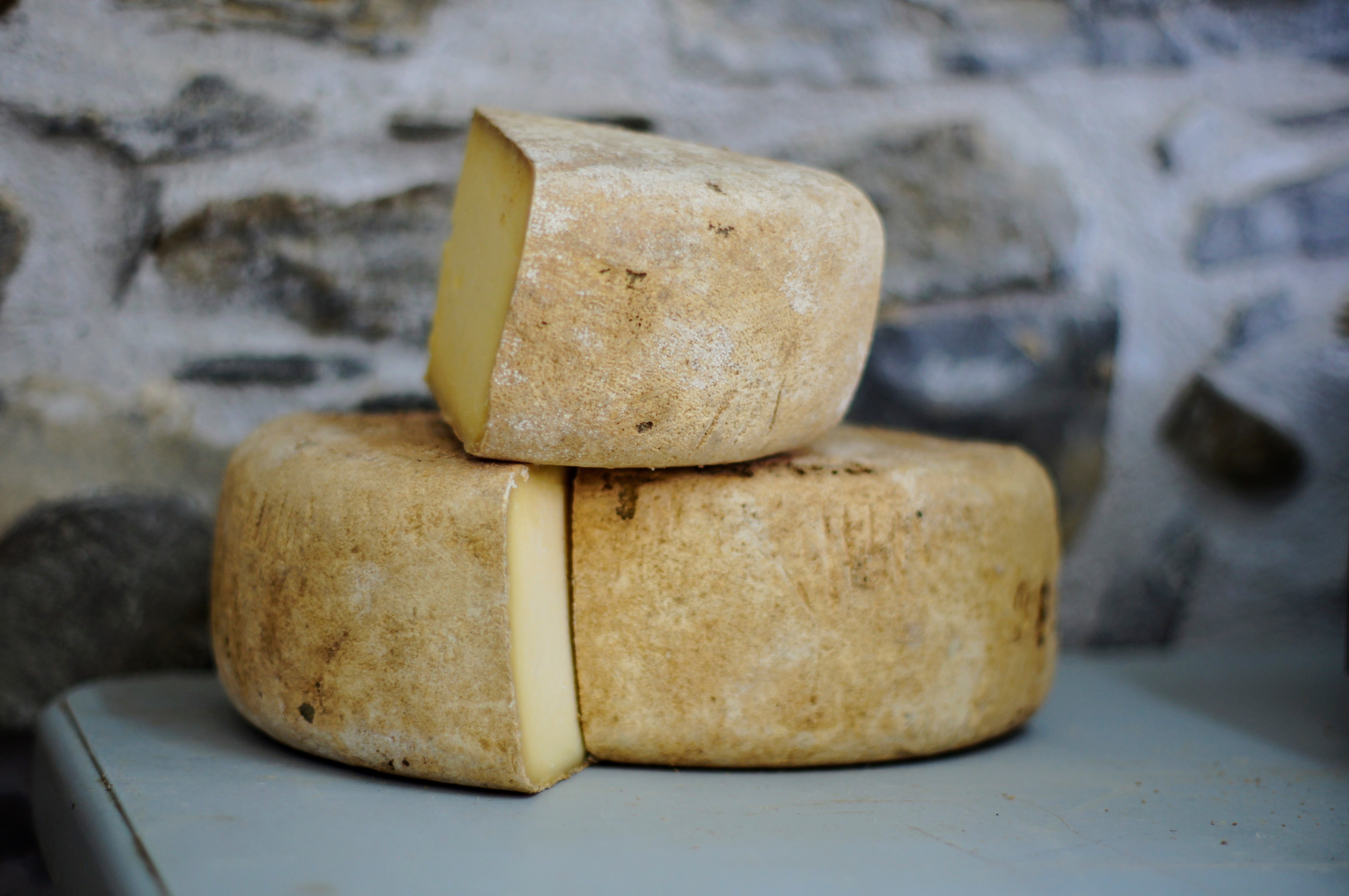
Ziegenkäse aus Sainte-Colome

Schwerpunkte der Wirtschaft der Gemeinde sind Landwirtschaft und Dienstleistungen. Auf dem Gebiet der Gemeinde gibt es Marmorsteinbrüche, die heute allerdings geschlossen sind.
Sainte-Colome liegt in der Zone AOC des Ossau-Iraty, eines traditionell hergestellten Schnittkäses aus Schafmilch.

### Bildung
Die Gemeinde verfügt über eine öffentliche Grundschule mit 18 Schülerinnen und Schülern im Schuljahr 2017/2018.

Logo des Jakobswegs

### Sport und Freizeit
- Der Fernwanderweg GR 78 von Carcassonne nach Saint-Jean-Pied-de-Port führt durch das Zentrum der Gemeinde. Er folgt einem Nebenweg des Jakobswegs nach Santiago de Compostela.[19]

- Der Fernwanderweg GR 108 „Chemin d’Ossau“ zum Col des Moines oder Col de Peyrelue startet in Sainte-Colome und Arudy.[20]

- Ein leichter Rundweg mit einer Länge von 6,4 km und einem Höhenunterschied von 300 m führt vom Zentrum durch das Gebiet der Gemeinde.[21]

- Der leichte Rundweg „Les trois croix“ mit einer Länge von 4,6 km und einem Höhenunterschied von 210 m führt über Felder und Wälder von Sainte-Colome nach Sévignacq-Meyracq und zurück. Er passiert u. a. den Kalvarienberg von Sainte-Colome.[22]

- Ein leichter Rundweg für Fahrradfahrer mit einer Länge von 8,2 km und einem Höhenunterschied von 343 m führt vom Zentrum durch das Gebiet der Gemeinde nach Louvie-Juzon und zurück.[23]

### Verkehr
Sainte-Colome wird durchquert von den Routes départementales 232 und 287.